# Begonia mindorensis
Begonia mindorensis é uma espécie de Begonia nativa da ilha Palawan, nas Filipinas.

## Sinônimos
- Begonia pinamalayensis Merr.
- Begonia sordidissima Elmer